# Kreuzstetten
Kreuzstetten osztrák mezőváros Alsó-Ausztria Mistelbachi járásában. 2021 januárjában 1572 lakosa volt. 

## Elhelyezkedése

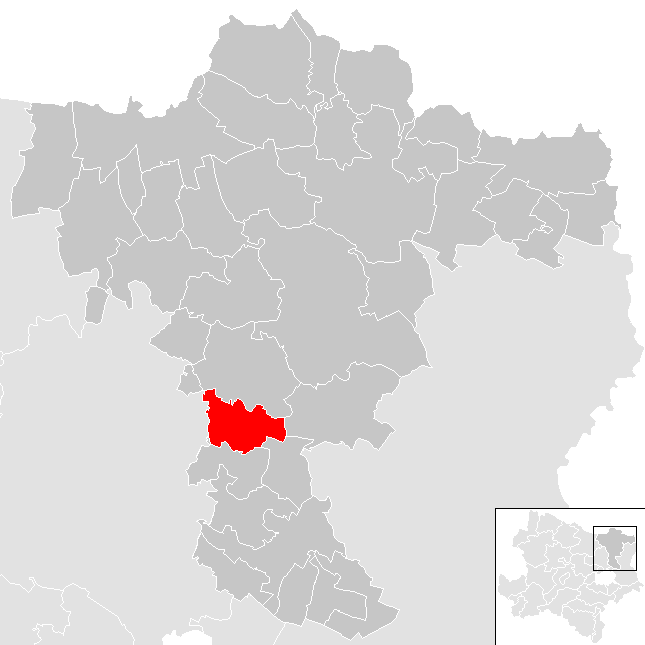
Kreuzstetten a Mistelbachi járásban

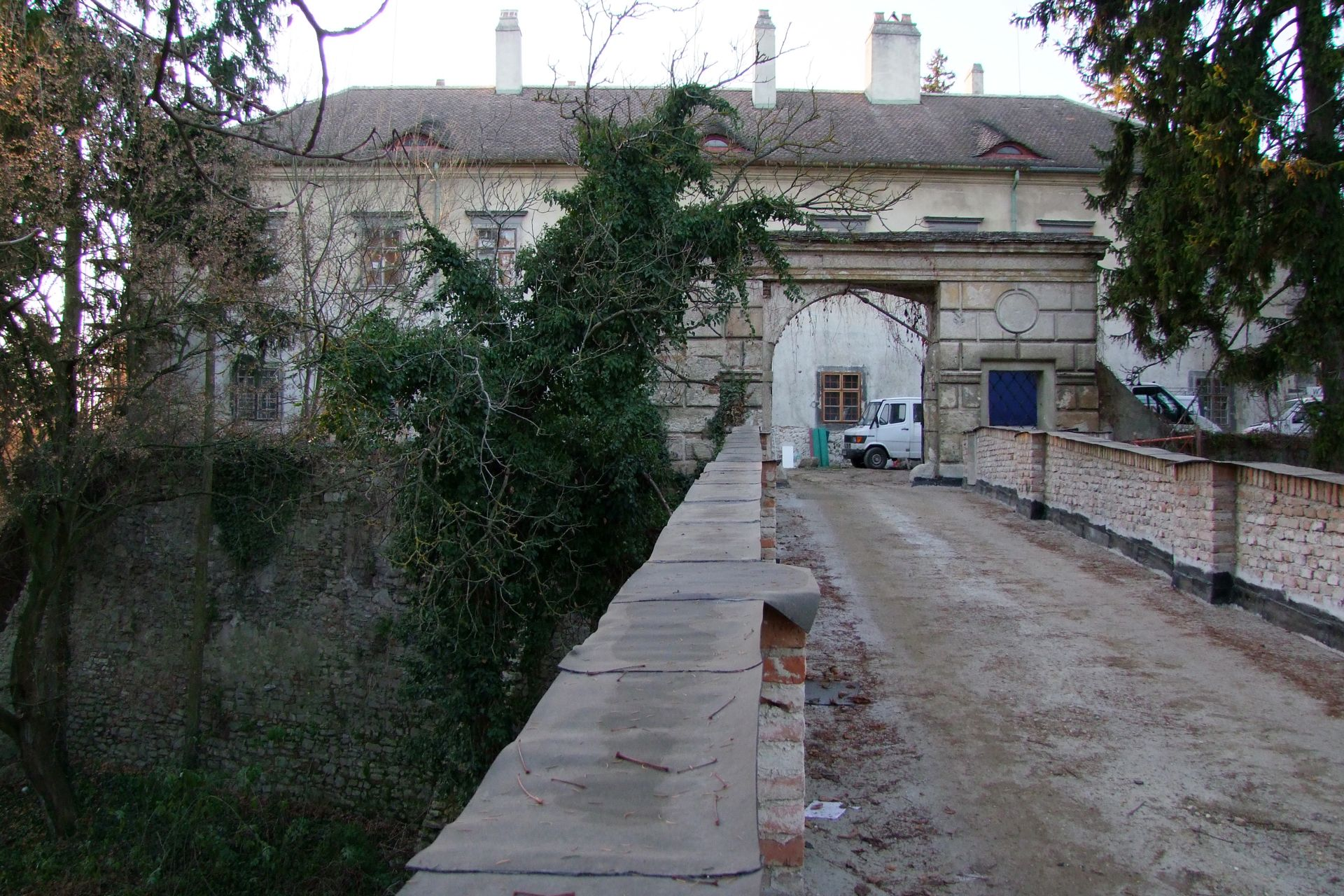
A niederkreuzstetteni kastély

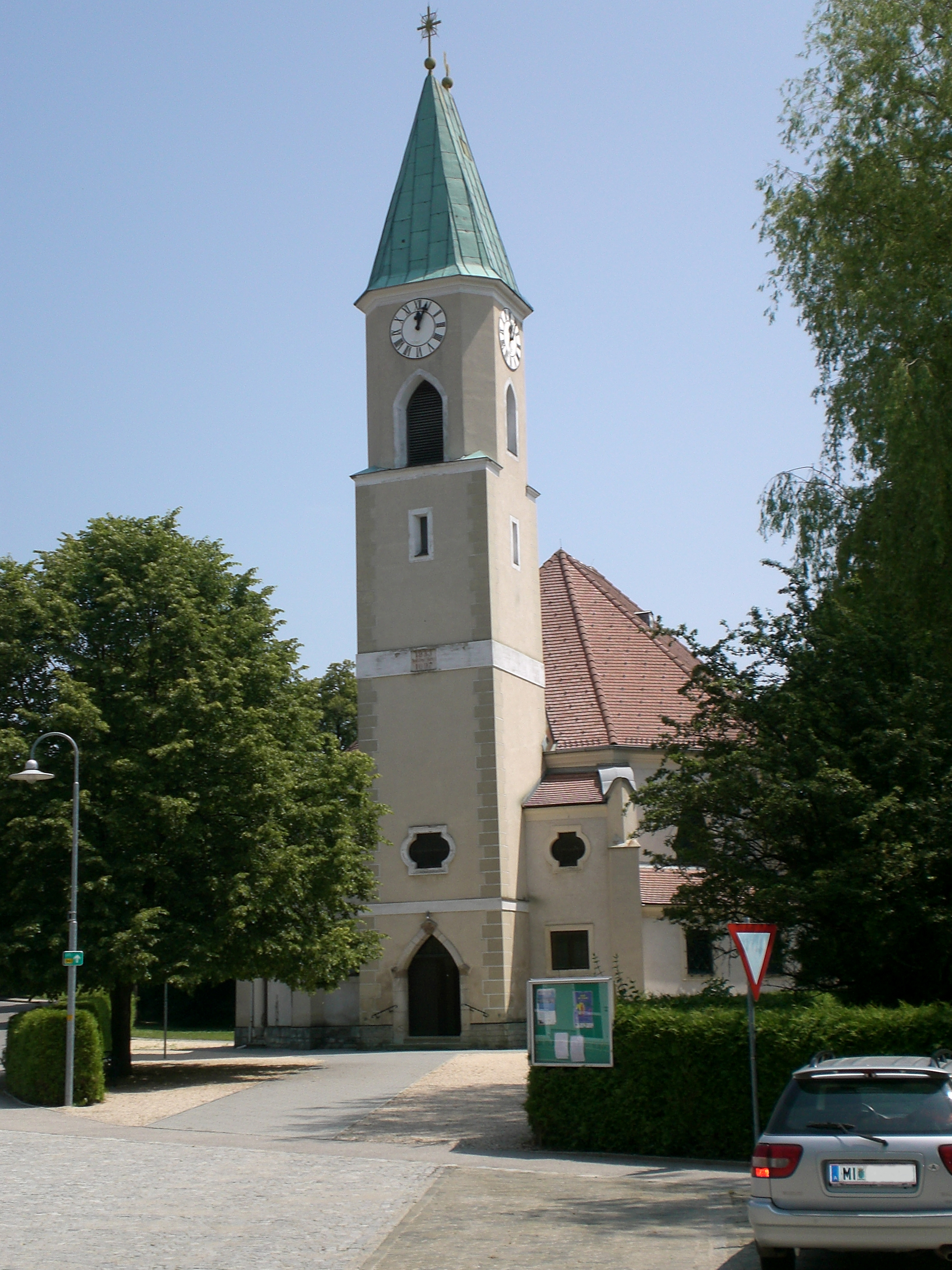
A Szt. Jakab-plébániatemplom

Kreuzstetten a tartomány Weinviertel régiójában fekszik a Kreut-völgy északi peremén, a Hautzendorfer Bach patak mentén. Területének 16,8%-a erdő, 71,8% áll mezőgazdasági művelés alatt. Az önkormányzat 3 települést, illetve településrészt egyesít: Niederkreuzstetten (962 lakos 2021-ben), Oberkreuzstetten (426) és Streifing (184).
A környező önkormányzatok: északra Ladendorf, keletre Gaweinstal, délkeletre Hochleithen, délre Ulrichskirchen-Schleinbach, nyugatra Großrußbach.

## Története
Kreuzstetten területe az neolitikus korban, a bronzkorban, illetve a kora vaskorban is lakott volt. 
Niederkreuzstettent először 1125-ben, mezővárosként 1664-ben említik. Váráról 1265-ben írnak először; a később kastéllyá átalakított épület 1622 és 1881 között a Hoyos grófok birtokában volt. 
A 20. század első felében Niederkreuzstetten üdülővárossá fejlődött.
A második világháború végén, 1945. április 17-én a mezővárosban harcok dúltak a német és szovjet csapatok között, melyekben 6 civil életét vesztette, 5 épület, köztük az általános iskola, megsemmisült, valamint 3 hidat felrobbantottak. Oberkreuzstettenben három polgár halt meg.

## Lakosság
A kreuzstetteni önkormányzat területén 2021 januárjában 1572 fő élt. A lakosságszám 1981-ig csökkenő tendenciát mutatott, azóta ismét gyarapszik. 2019-ben az ittlakók 95%-a volt osztrák állampolgár; a külföldiek közül 1,9% a régi (2004 előtti), 1,8% az új EU-tagállamokból érkezett. 2001-ben a lakosok 81,8%-a római katolikusnak, 2% evangélikusnak, 1,3% mohamedánnak, 12,3% pedig felekezeten kívülinek vallotta magát. Ugyanekkor a legnagyobb nemzetiségi csoportot a németek (95,8%) mellett a magyarok alkották 1,3%-kal (19 fő). 
A népesség változása:

| 2016 | 1 580 |
| 2018 | 1 541 |

## Látnivalók
- a niederkreuzstetteni kastély és 17. századi csűrje
- a niederkreuzstetteni Szt. Jakab-plébániatemplom
- az oberkreuzstetteni Szűz Mária-plébániatemplom
- az 1870-ben alapított téglagyár kéménye ipari műemlék

## Fordítás
- Ez a szócikk részben vagy egészben  a   Kreuzstetten című német Wikipédia-szócikk ezen változatának fordításán alapul.  Az eredeti cikk szerkesztőit annak laptörténete sorolja fel. Ez a jelzés csupán a megfogalmazás eredetét és a szerzői jogokat jelzi, nem szolgál a cikkben szereplő információk forrásmegjelöléseként.